# José Corona
Pour les articles homonymes, voir Llopis et Corona.
José Llopis Corona, connu sous le nom de José Corona ou Pepe Corona, est un footballeur espagnol, né le 4 juin 1918 à Alicante et mort le 29 janvier 2011 dans la même ville. Il évolue au poste d’arrière gauche du milieu des années 1930 au début des années 1950.

## Biographie
Corona a joué pour le Hércules CF d’Alicante de 1941 à 1943 et pour le Real Madrid de 1943 à 1948. Il a joué un total de 116 matches de Liga avec le Real, marquant sept fois et 37 autres matches de la Copa del Rey, inscrivant deux buts. Il était le seul survivant du Real Madrid, le 14 décembre 1947, à jouer le match d’ouverture du Nuevo Estadio Chamartín (renommé Santiago-Bernabéu) contre l’Os Belenenses, terminé sur une victoire de 3-1.

## Palmarès
Il remporte avec le Real Madrid la Coupe du Généralissime en 1946 et 1947 ainsi que la Coupe Eva Duarte en 1947. Il termine également avec le club madrilène vice-champion d'Espagne en 1945.